# Nikolai Wassiljewitsch Repnin

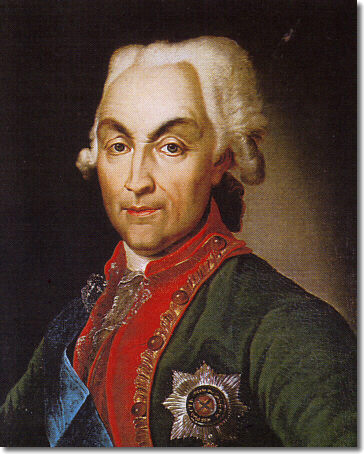
Fürst Nikolai Repnin

Nikolai Wassiljewitsch Repnin (russisch Николай Васильевич Репнин; wiss. Transliteration Nikolaj Vasiljevič Repnin; * 11. Märzjul. / 22. März 1734greg. in Sankt Petersburg; † 12. Maijul. / 24. Mai 1801greg. in Riga) war ein russischer Fürst, Generalfeldmarschall der kaiserlichen Armee und Diplomat aus der Familie der Repnin, der eine Schlüsselrolle beim Untergang der Staatlichkeit von Polen-Litauen im 18. Jahrhundert spielte.

## Herrschaft in Polen

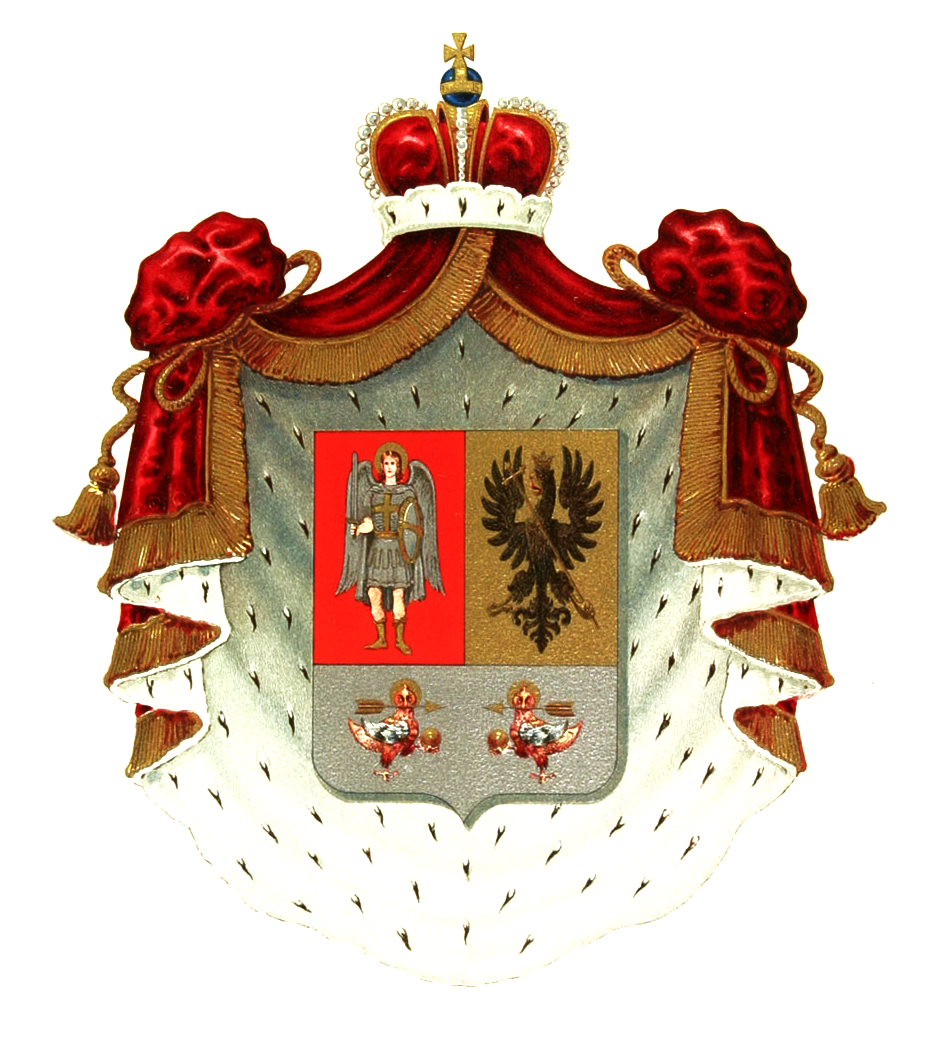
Familienwappen

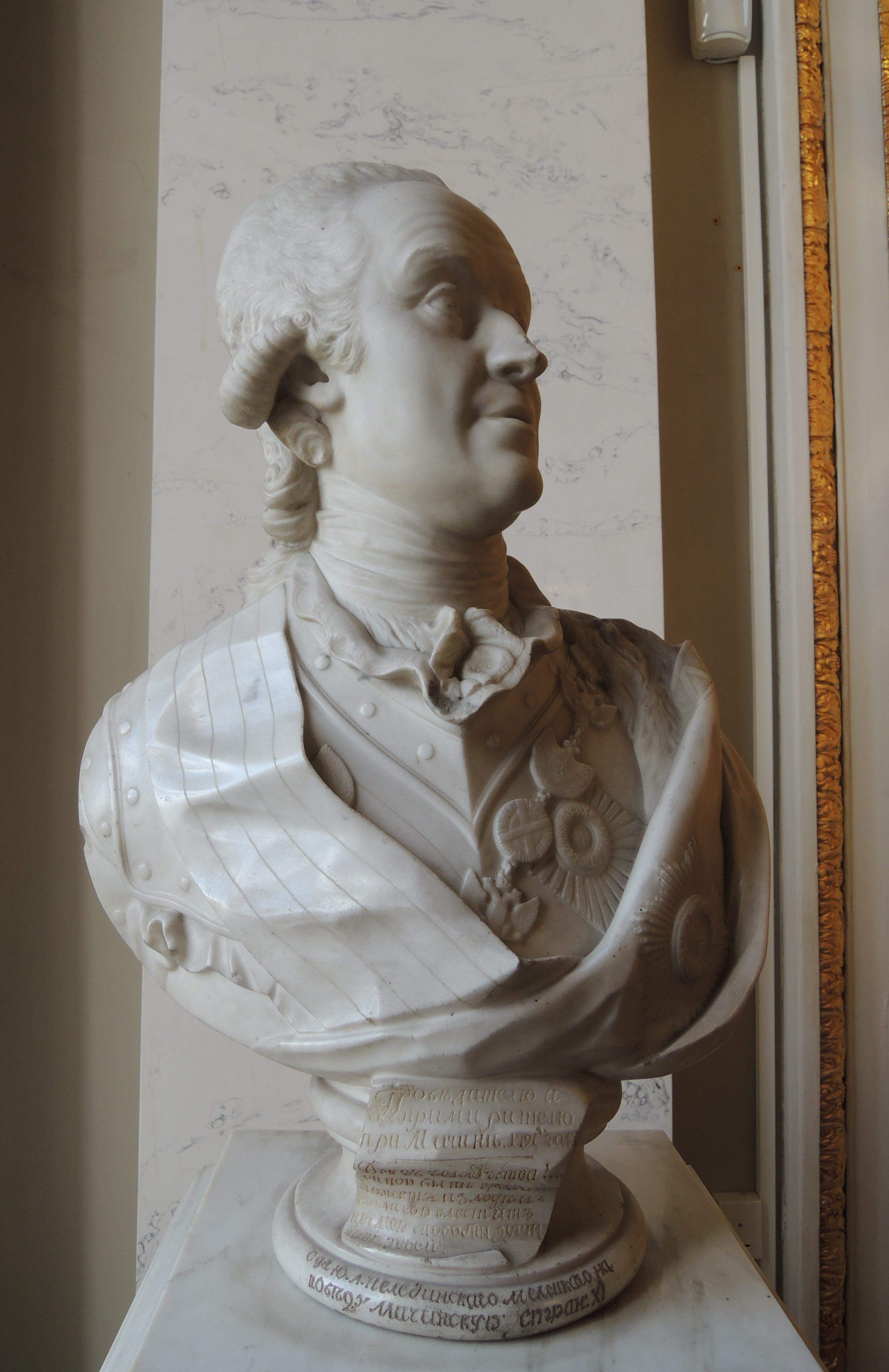
Büste

Nikolai Wassiljewitsch Repnin diente unter dem Befehl seines Vaters, Fürst Wassili Repnin, im Österreichischen Erbfolgekrieg 1748 und lebte einige Zeit im Ausland. Später nahm er am Siebenjährigen Krieg teil. Zar Peter III. sandte ihn 1763 als Botschafter nach Berlin, nachdem Russland Preußen die eroberten Gebiete zurückgegeben hatte. Im gleichen Jahr, nach der Ermordung des Zaren, versetzte Katharina die Große Repnin als bevollmächtigten Minister nach Warschau.
Aufgrund des hohen Einflusses Russlands im polnischen Sejm wurde er ein De-facto-Herrscher in Polen, was er effektiv im russischen Sinne umsetzte. Er hatte spezielle Anweisungen, eine pro-russische Partei aus Dissidenten (Nichtkatholiken) zu formen, die in Polen die gleichen Rechte wie Katholiken bekommen sollten. Sehr große Bevölkerungsteile Polen-Litauens waren Unierte und Russisch-Orthodoxe mit erheblichen rechtlichen Benachteiligungen.
Repnin unterstützte die Bildung zweier protestantischer Konföderationen (in Sluck und Toruń), sowie die katholische, von Karol Stanisław Radziwiłł angeführte Konföderation von Radom. Er erfüllte die Instruktionen gewissenhaft, manchmal sogar mit Gewalt, als er in den Jahren 1767–1768 den Sejm (Repnin-Sejm) zwang, sie alle abzusegnen. Dafür ließ er im Vorfeld einige der schärfsten Widersacher seiner Politik nach Kaluga deportieren unter anderem Józef Andrzej Załuski und Wacław Rzewuski. Das unmittelbare Ergebnis war die Konföderation von Bar, die das Werk Repnins teilweise zerstörte, jedoch letztlich den Untergang Polen-Litauens nur beschleunigte.

## Militärkarriere
Als der Russisch-Osmanische Krieg 1768–1774 ausbrach, verließ Repnin mit großem Enthusiasmus Polen, um gegen die Osmanen zu kämpfen. Er bekam das Kommando über mehrere Divisionen, die in Bessarabien und in der Walachei tätig waren und hinderte eine große Osmanische Armee 1770 daran, den Pruth zu überqueren. Er zeichnete sich aus in den Schlachten an der Larga und bei Cahul, nahm Ismajil und Kilija ein.
1771 erhielt er das Kommando über die ganze Walachei und besiegte die Osmanen bei Bukarest. Ein Streit mit dem Oberbefehlshaber Rumjanzew zwang ihn allerdings bald zum Rücktritt. Er partizipierte jedoch schon bald wieder an den Kriegshandlungen, beispielsweise an der Einnahme von Silistra und an den Verhandlungen, die zur Unterzeichnung des Friedens von Küçük Kaynarca führten. Zwischen 1775 und 1776 war Repnin russischer Botschafter in Konstantinopel.
Beim Ausbruch des Bayerischen Erbfolgekrieges führte er eine 30.000 Mann starke Armee nach Breslau und zwang die Österreicher, den Frieden von Teschen mit Preußen zu schließen, bei dem er als russischer Bevollmächtigter anwesend war.
Während des neuerlichen Russisch-Osmanischen Krieges war Repnin nach Suworow der erfolgreichste unter den russischen Heerführern. Er besiegte die Osmanen bei Saltscha, nahm das ganze Lager des Hassan Pascha gefangen und sperrte ihn in Ismajil. Ein von Repnin versuchter Abbau der Festung wurde von Potemkin 1789 untersagt. Nach dem Tod Potemkins 1791 wurde Repnin sein Nachfolger als Oberbefehlshaber und besiegte den Großwesir der Osmanen sogleich in der Schlacht von Măcin. Diese Niederlage zwang die Osmanen zur Unterzeichnung des Waffenstillstands von Galați am 31. Juli 1791.

## Die letzten Lebensjahre
Nach der Zweiten Teilung Polens wurde Repnin Generalgouverneur der litauischen Provinzen, wo er die russischen Streitkräfte bei der Niederschlagung des Kościuszko-Aufstandes anführte. Zar Paul I. erhob ihn 1796 in den Rang des Feldmarschalls und sandte ihn mit diplomatischen Missionen nach Berlin und Wien, um Preußen von Frankreich abzuwenden und einen russisch-preußisch-österreichischen Dreierbund gegen die Jakobiner zu schmieden. Repnin hatte jedoch keinen Erfolg und wurde nach seiner Rückkehr in den Ruhestand versetzt. Dennoch wurde er 1796 von König Friedrich Wilhelm II. von Preußen mit dem Schwarzen Adlerorden ausgezeichnet.
Repnin hatte einen unehelichen Sohn, den Dichter Iwan Pnin, und es hielten sich hartnäckige Gerüchte, dass auch der polnische Staatsmann Adam Jerzy Czartoryski das Ergebnis seiner Liaison mit Isabella Fleming war. Darüber hinaus hatte Repnin drei eheliche Töchter, die jedoch nicht seine Familienlinie fortführen konnten. Nach Repnins Tod am 24. Mai 1801 ist die Fürstenfamilie der Repnins im Namensträgerstamm somit ausgestorben. Allerdings erlaubte Zar Alexander I. Repnins Enkel, Fürst Nikolai Wolkonski, den Namen seines Großvaters mitzubenutzen und in sein Familienwappen aufzunehmen.

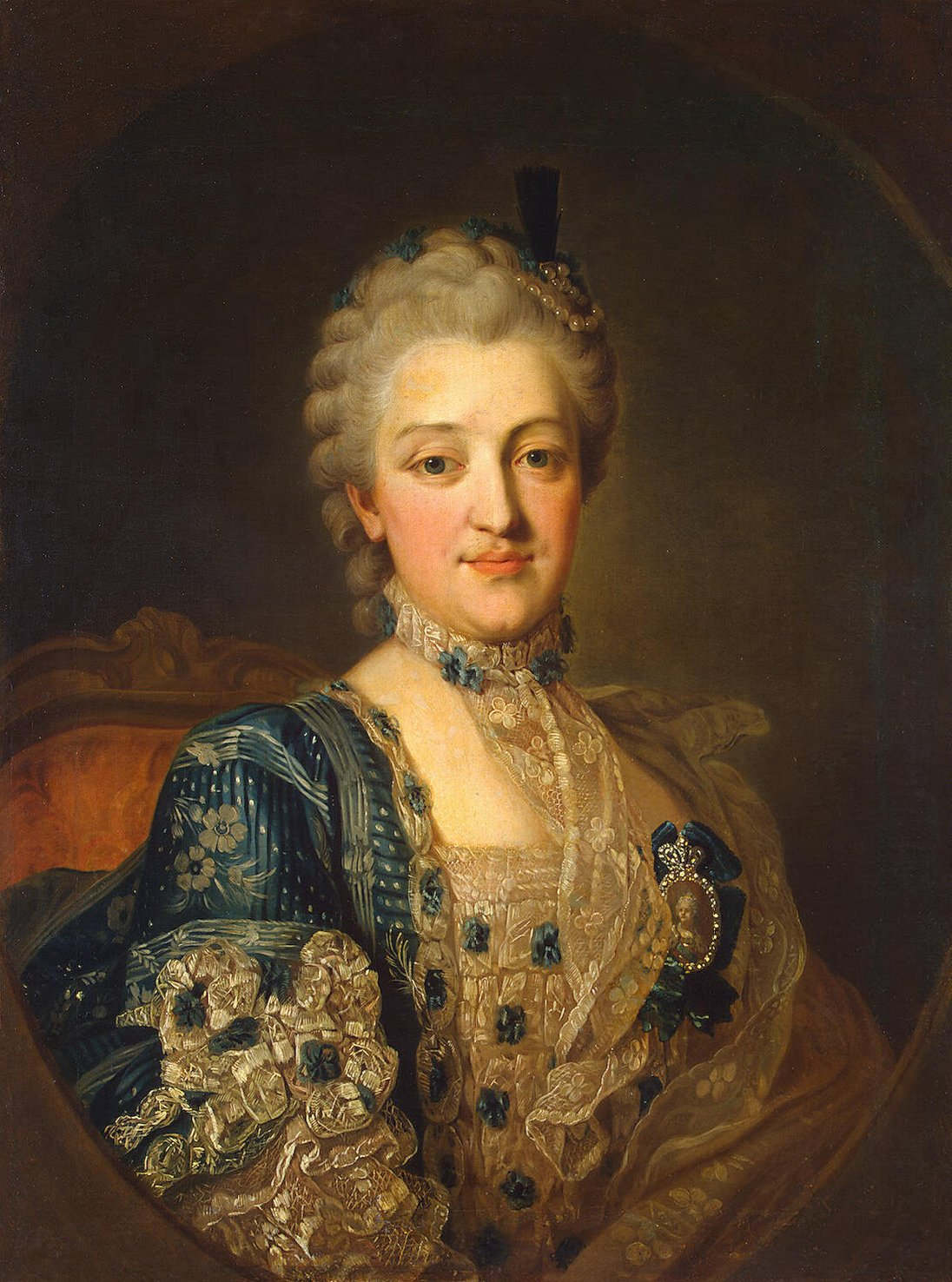
Natalja Alexandrowna Repnina

## Familie
Nikolai Wassiljewitsch Repnin heiratete 1754 die Hofdame Natalja Alexandrowna Kurakina (1737–1798). Aus der Ehe gingen vier Kinder hervor. Seine Tochter Alexandra Nikolajewna (1757–1834) war die Frau des russischen Generals und Militärgouverneurs von Orenburg Grigori Semjonowitsch Wolkonski (1742–1824).